# Doraemon: Nobita to Mittsu no Seirei Ishi
Doraemon: Nobita to Mittsu no Seireiseki (ドラえもん のび太と3つの精霊石, lit. Doraemon: Nobita and the Three Fairy Spirit Stones) és un videojoc d'acció de plataformes en 3D per a Nintendo 64. Va ser llançat només al Japó el 1997. El joc es basa en el manga japonès Doraemon i té dues seqüeles de Nintendo 64, Doraemon 2: Nobita to Hikari no Shinden i Doraemon 3: Nobita no Machi SOS!, tots dos només estrenats al Japó.